# Nesticus yamagatensis
Espèce
Nesticus yamagatensis est une espèce d'araignées aranéomorphes de la famille des Nesticidae.

## Distribution
Cette espèce est endémique de la préfecture de Yamagata au Japon,.

## Étymologie
Son nom d'espèce, composé de kunisaki et du suffixe latin -ensis, « qui vit dans, qui habite », lui a été donné en référence au lieu de sa découverte, la préfecture de Yamagata.

## Publication originale
- Yoshida, 1989 : A new species of the genus Nesticus (Araneae: Nesticidae) from Yamagata Prefecture, Japan. Arachnological Papers Presented to Takeo Yaginuma on the Occasion of his Retirement. Osaka Arachnologists' Group, Osaka, p. 43-45.